# 梅尔齐别墅

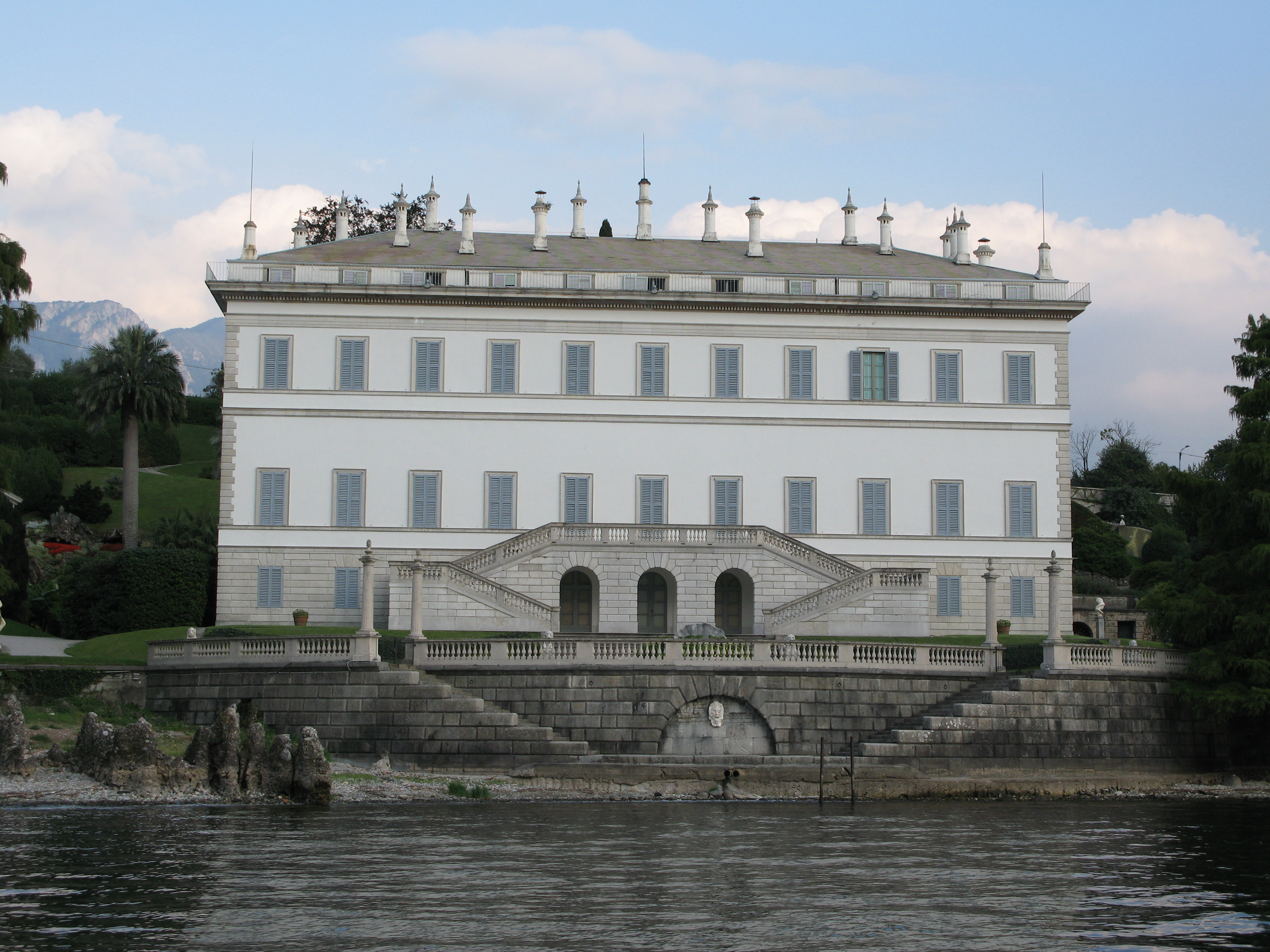
梅尔齐别墅

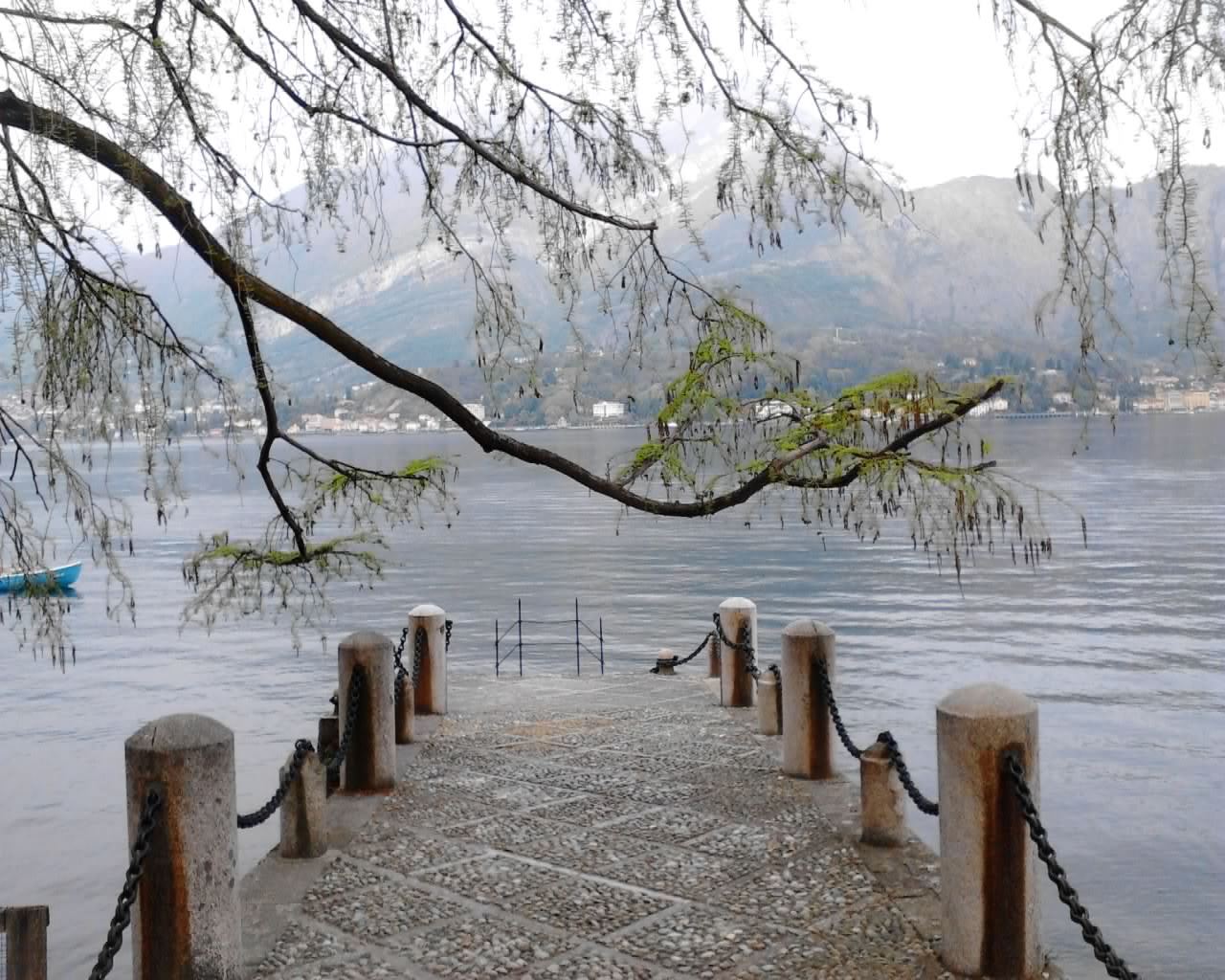
梅尔齐别墅

梅尔齐别墅（Villa Melzi d'Eril）是意大利贝拉焦的一座私人历史住宅，已被列为意大利国家文物。
梅尔齐别墅是拿破仑时期的意大利共和国副总统弗朗切斯科·梅尔齐公爵（Francesco Melzi d'Eril）的夏季别墅，建于1808-1810年，新古典主义风格，建筑师Giocondo Albertolli。
梅尔齐别墅由当时最著名的艺术家进行装饰，其中包括雕刻家安东尼奥·卡诺瓦。别墅的立面简单而规则，有双坡道楼梯，埃及狮子，以及16世纪大理石雕塑，代表阿波罗和麦莱亚戈。

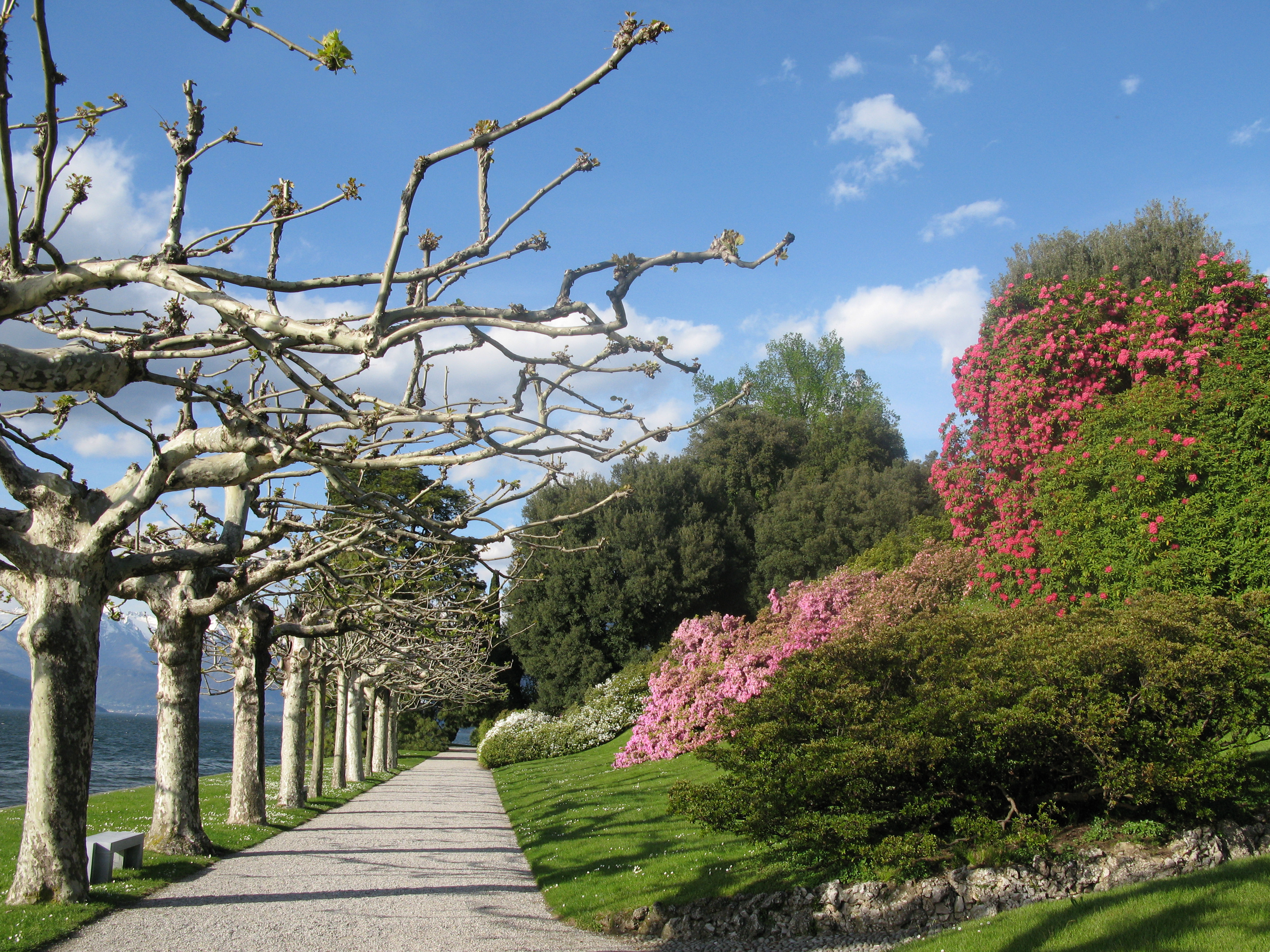
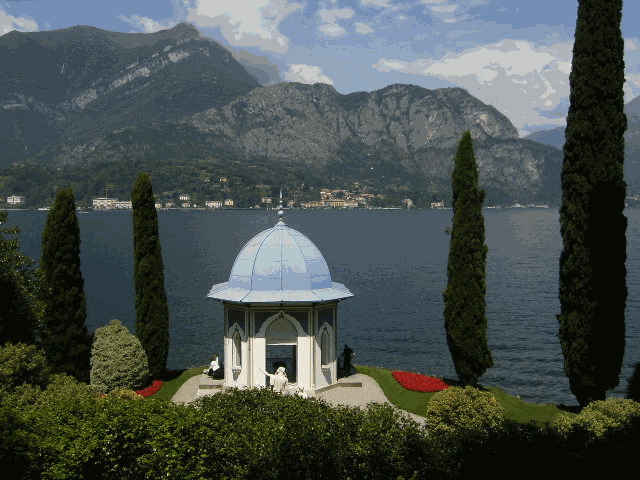
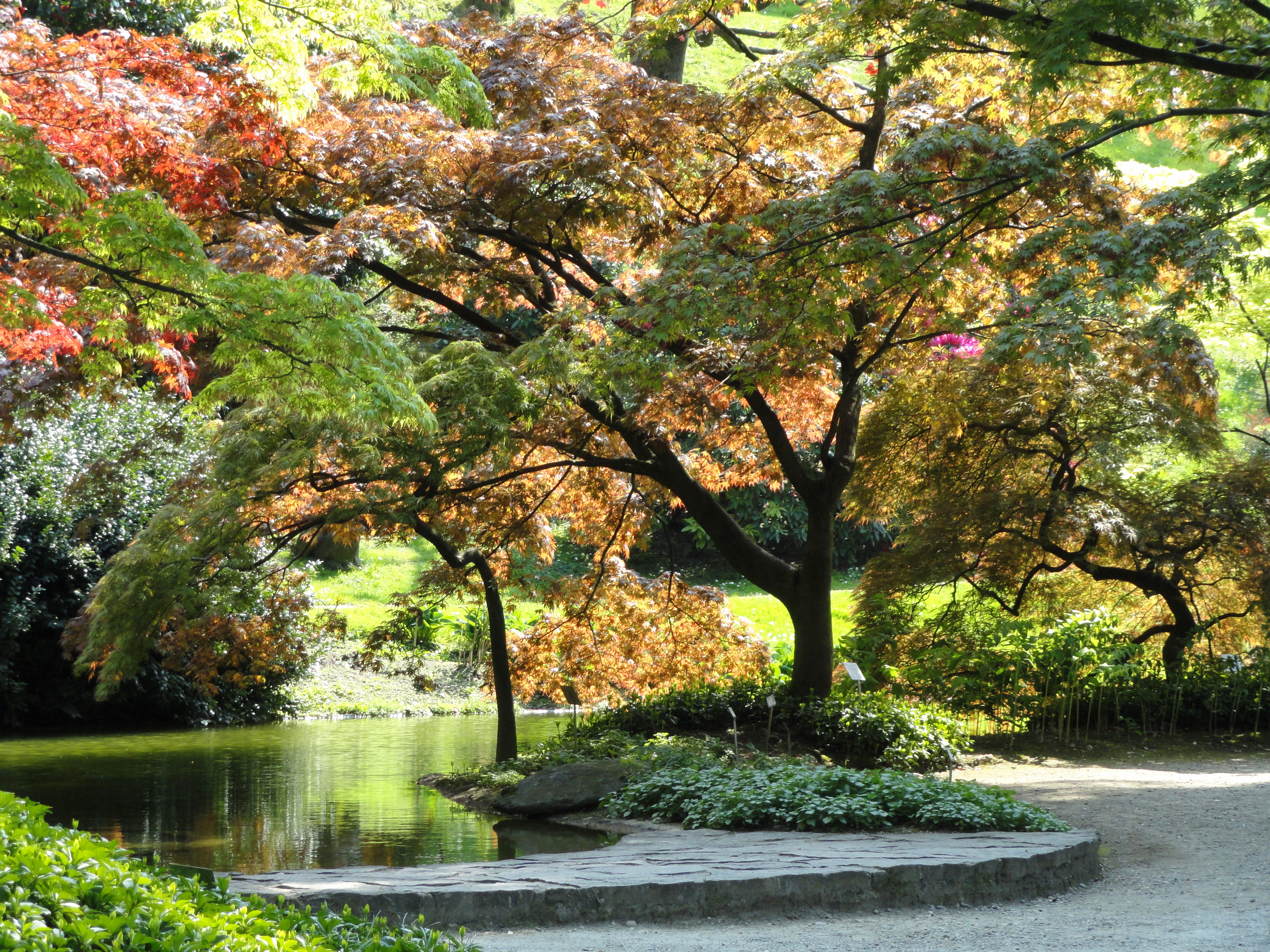
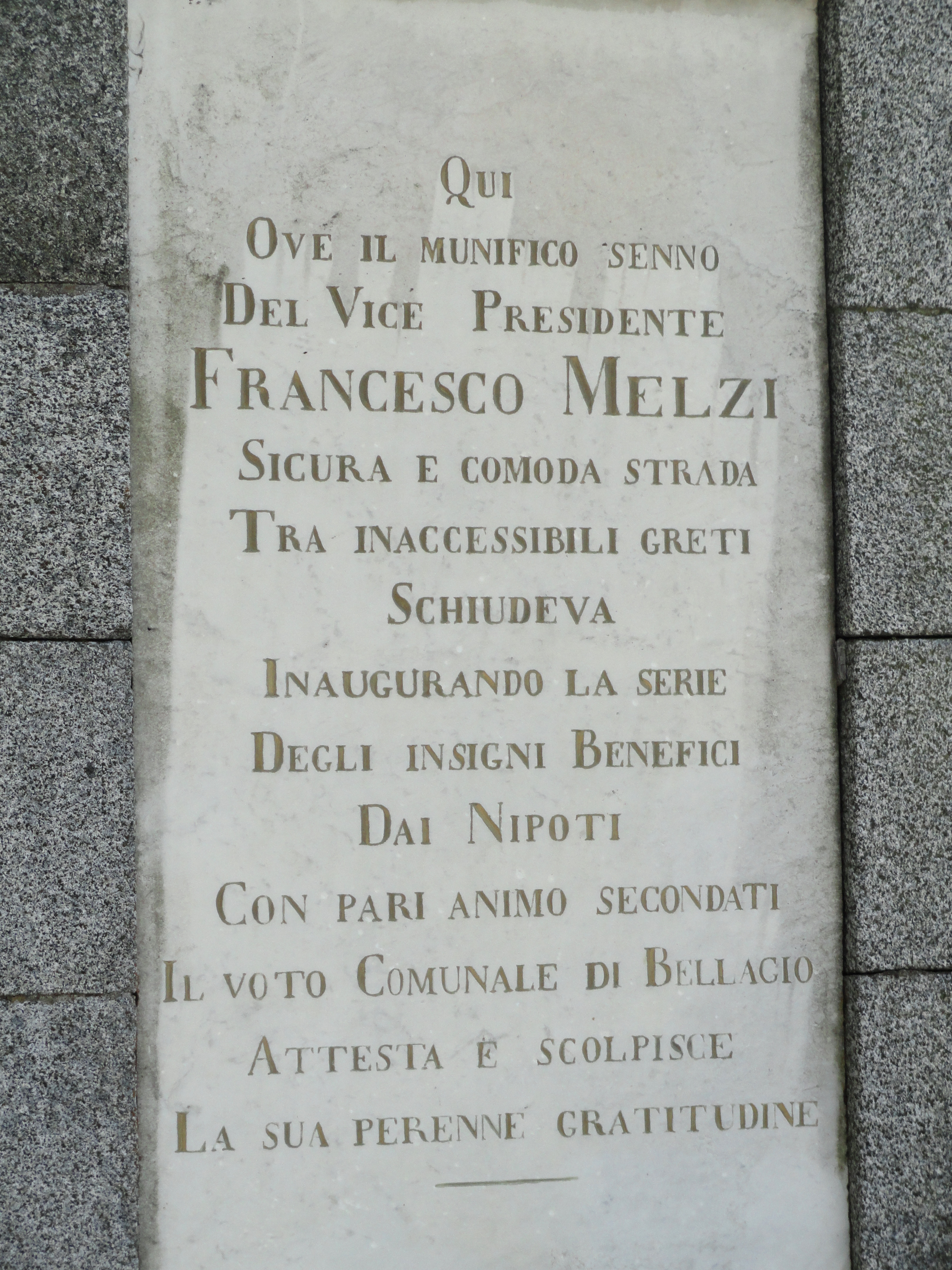
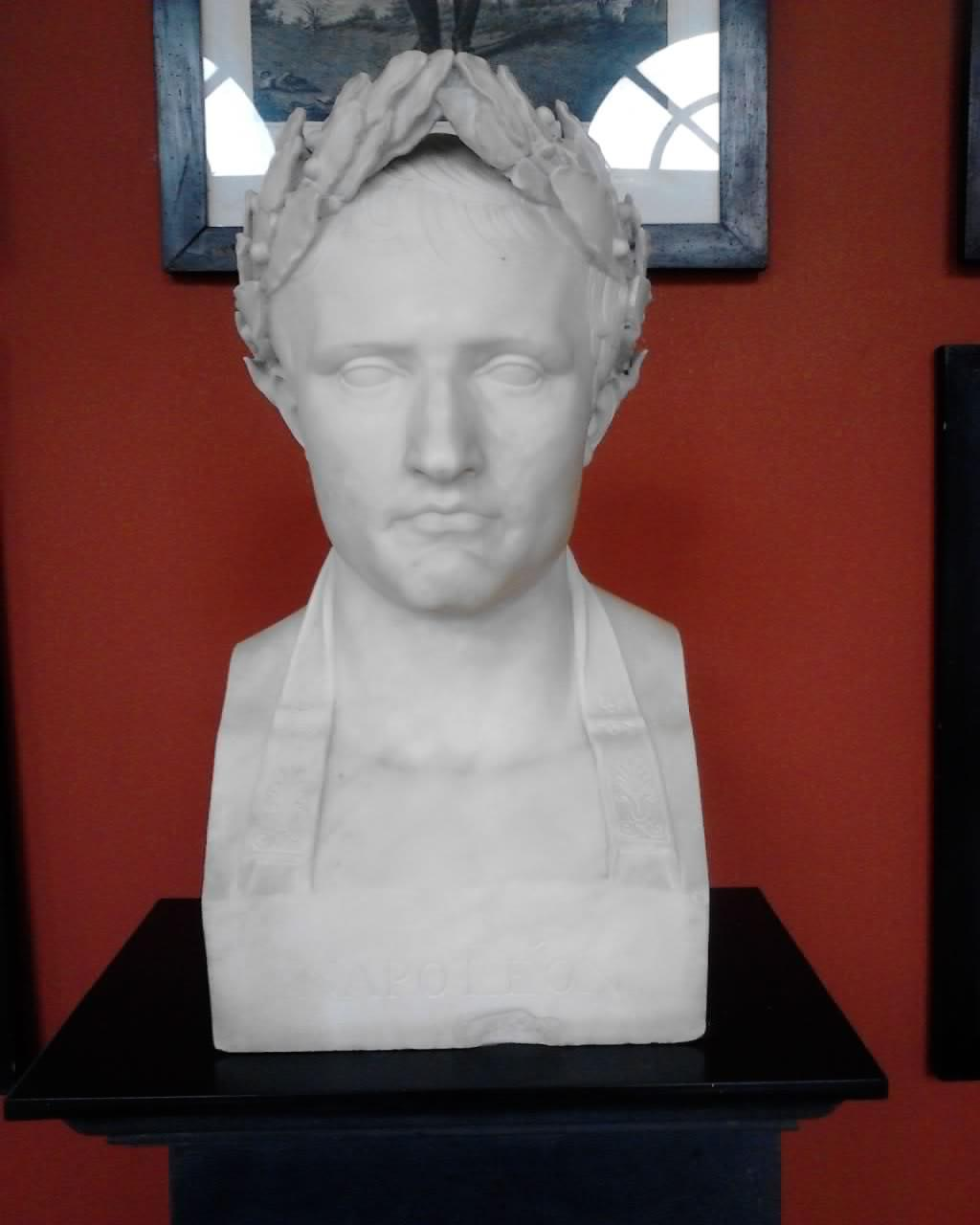
拿破仑半身像
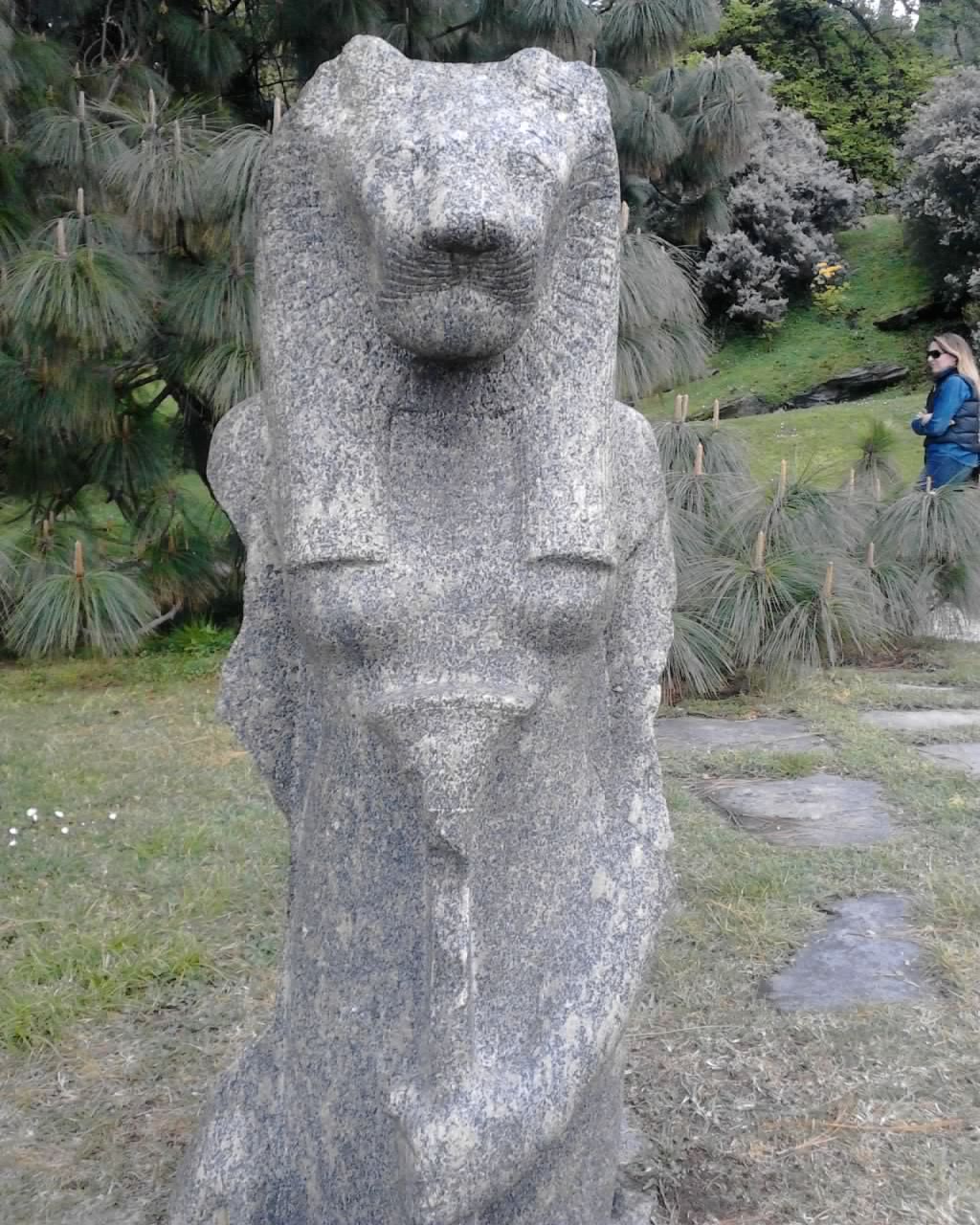
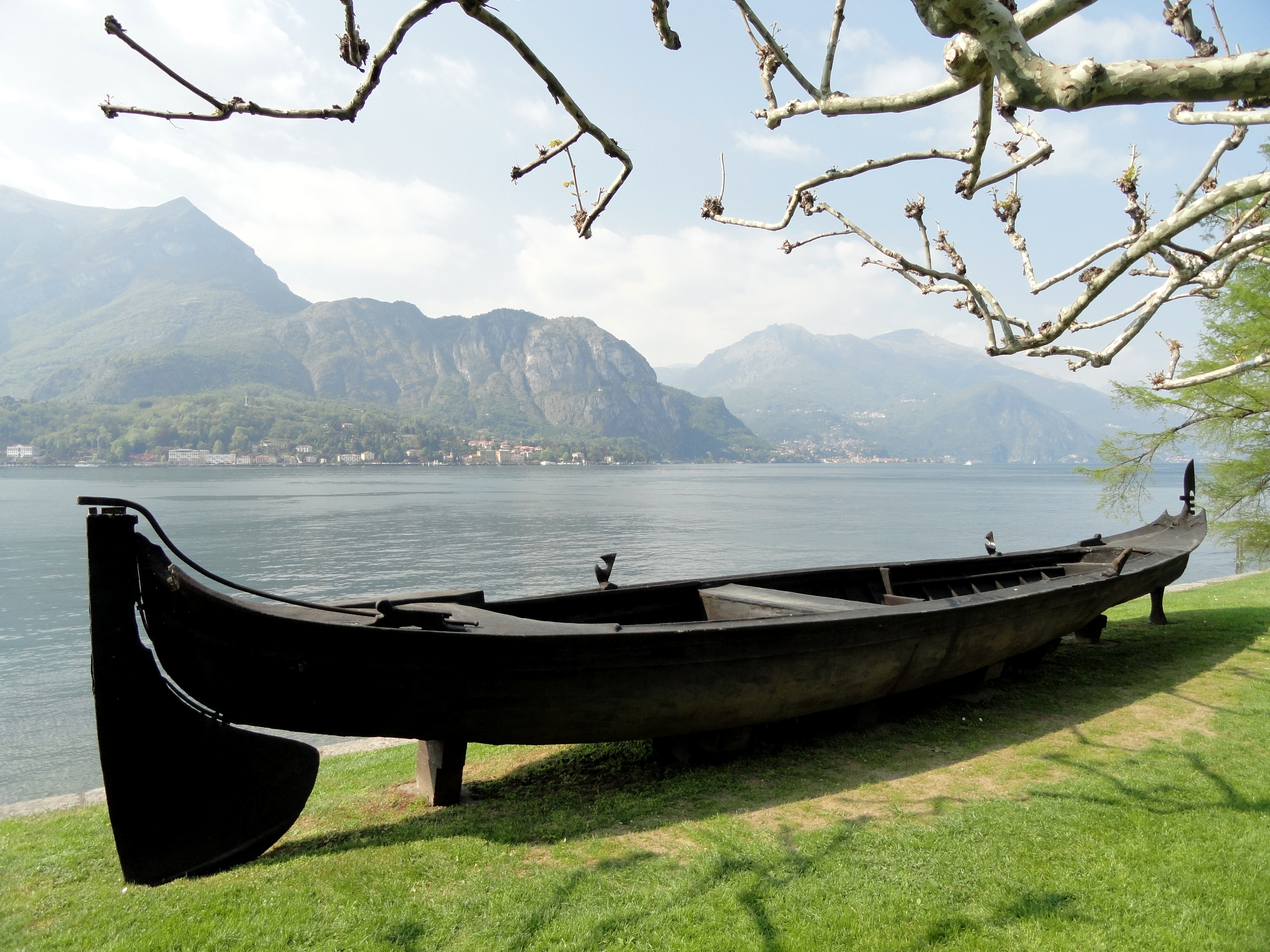
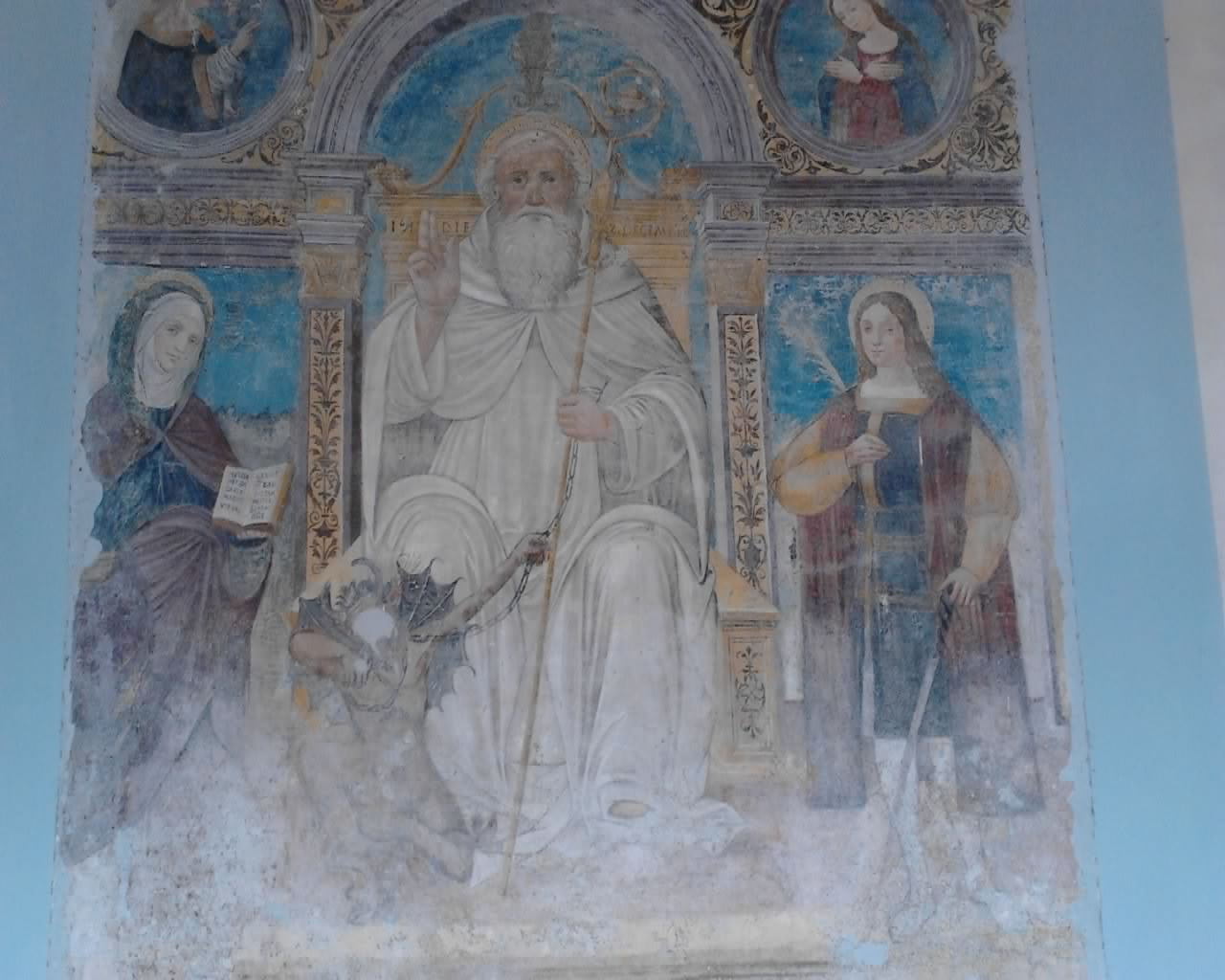
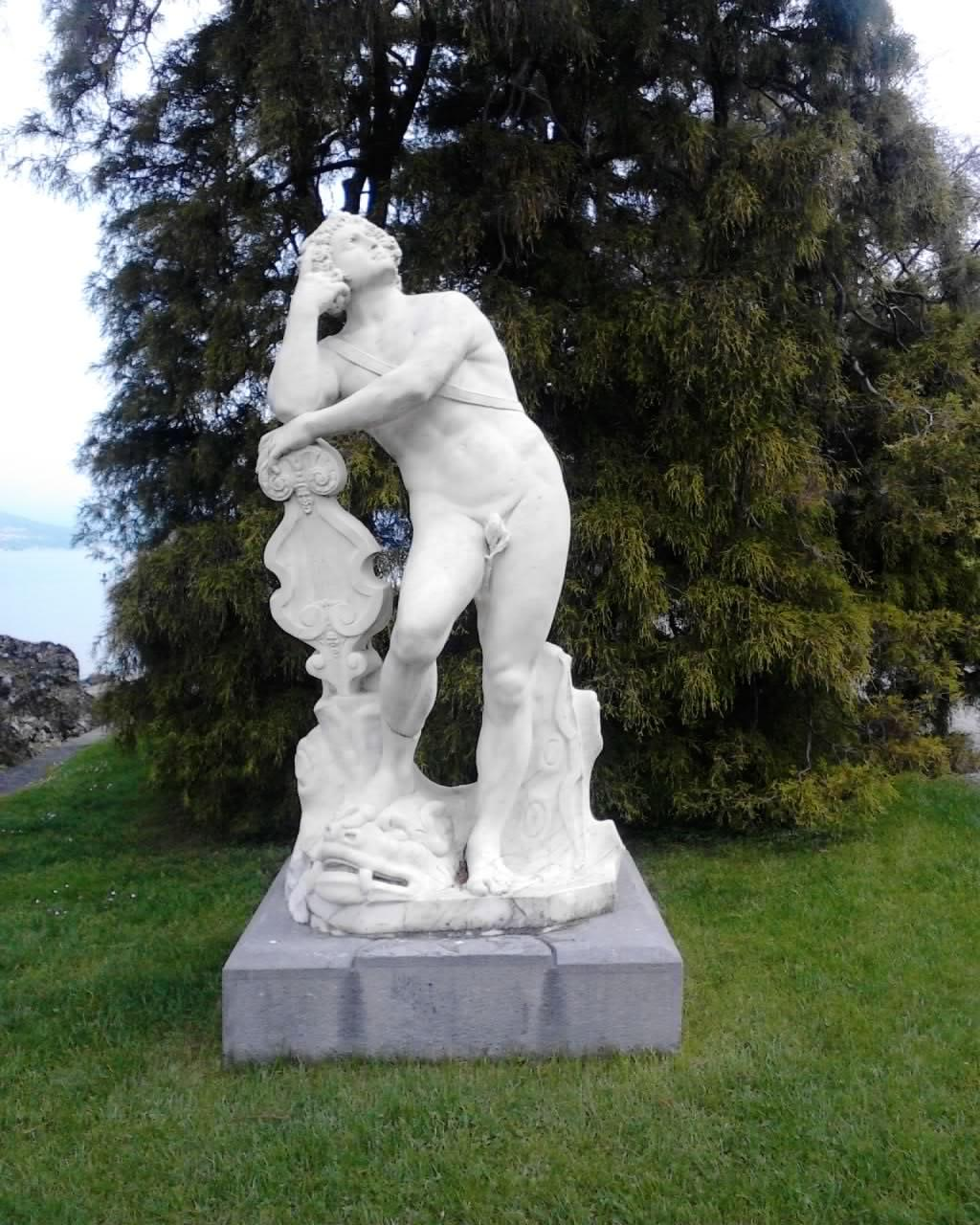